# Список блюзових музикантів
Нижче наведений список блюзових музикантів, від справжнього корньового довоєнного (pre-war)  блюзу на кшталт Чарлі Паттона,  Кінга Соломона Хілла, Скіпа Джеймса та інших великих піонерів блюзу1920-40х років, до занепаду цього жанру у вигляді біґ бендів, бугі-вугі кантрі, рок-н-ролу та класичної музики. У дужках зазначено роки життя.

## Ранній кантрі-блюз

Роберт Джонсон

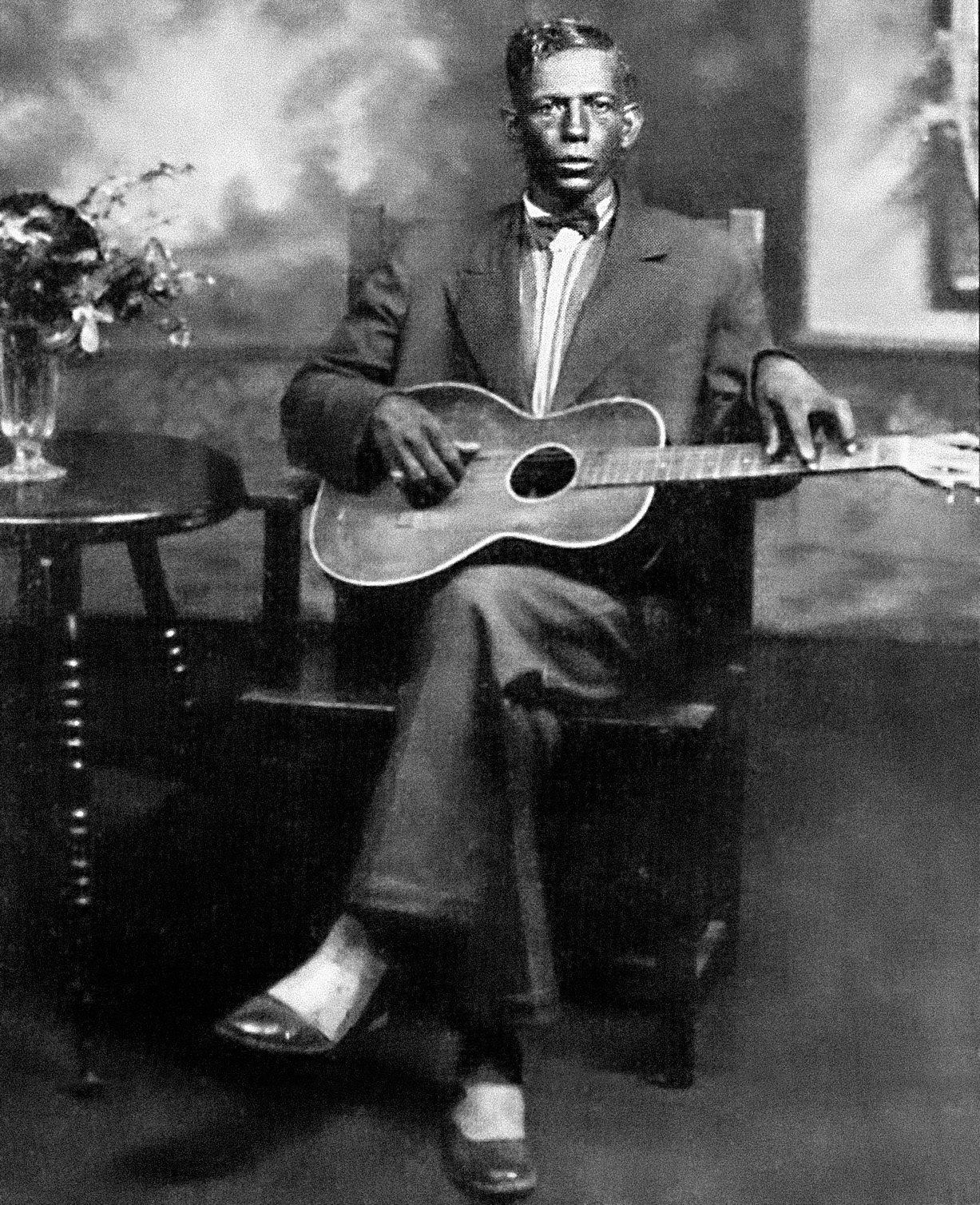
Чарлі Паттон

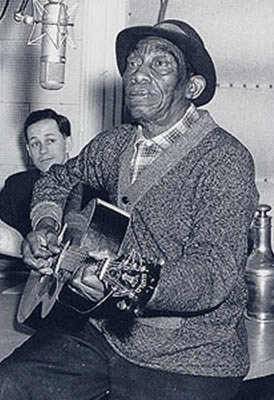
Міссісіпі Джон Герт

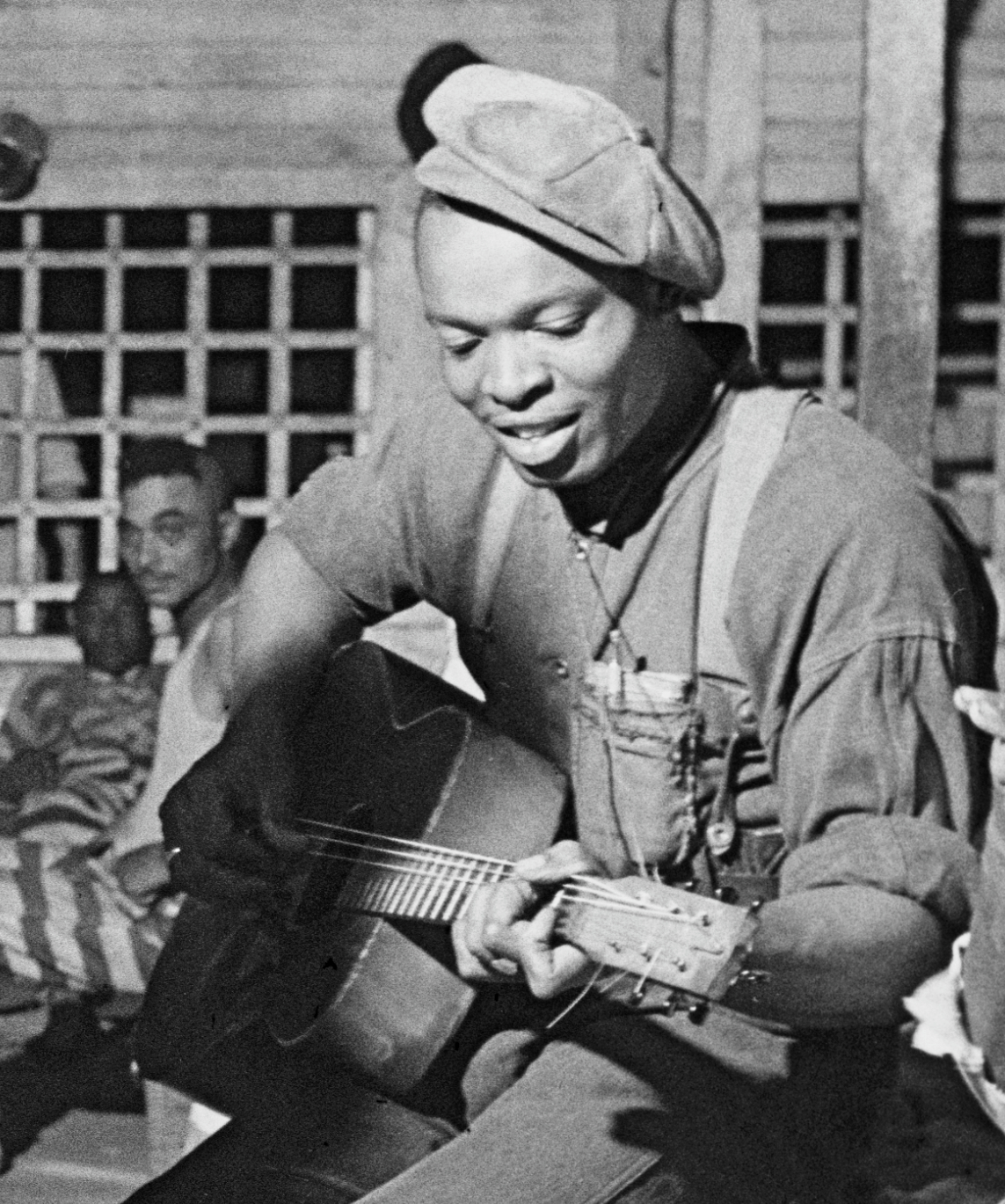
Юджин «Бадді» Мосс

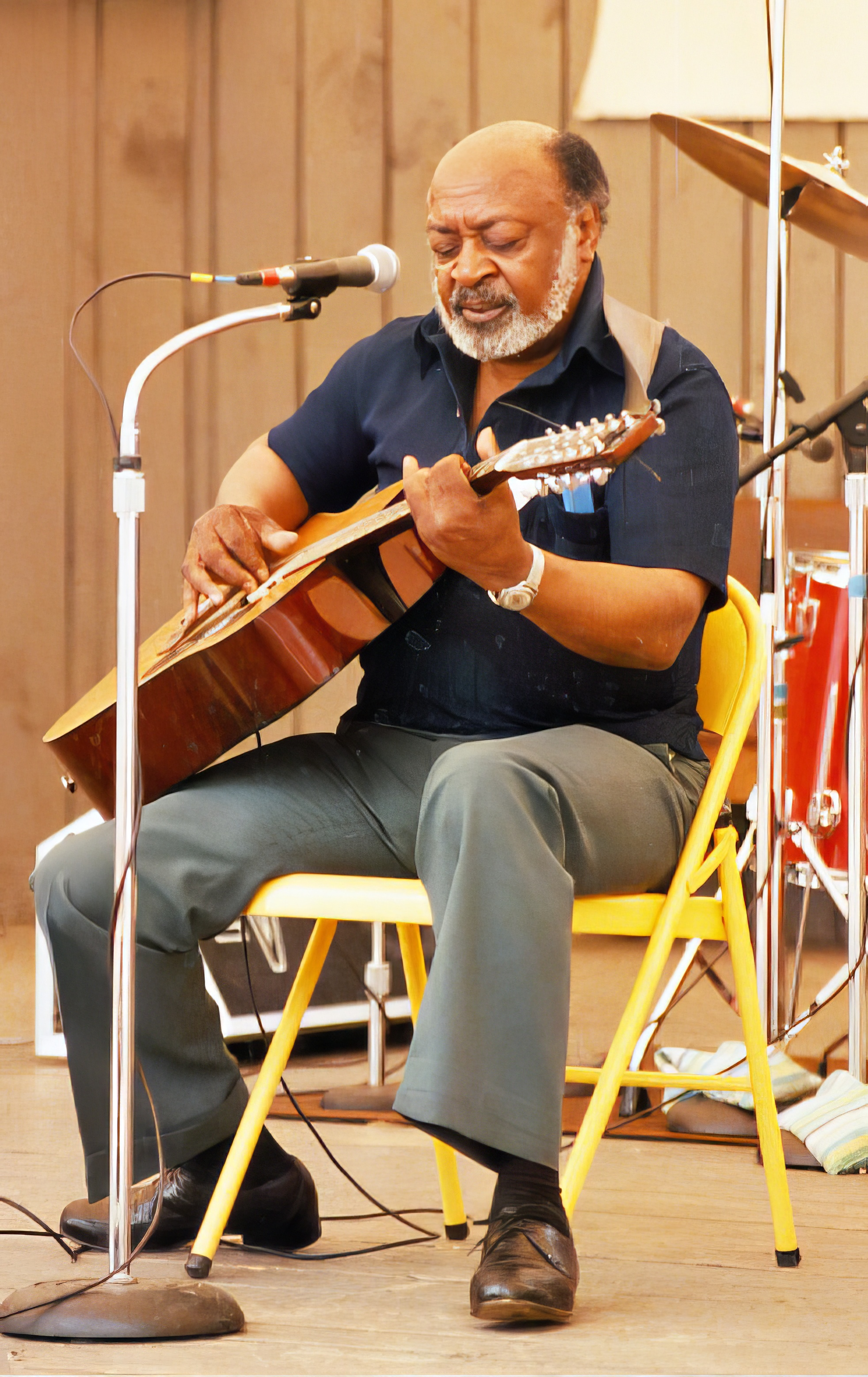
Роберт Локвуд-молодший

- Алджер «Техас» Александер (1900—1954)
- Пінк Андерсон (1900—1974)
- Кокомо Арнольд
- Барбекю Боб
- Скреппер Блеквелл
- Блек Ейс
- Блайнд Блейк
- Блайнд Джо (Віллі) Рейнольдс (1900/4-1968) Блайнд джо рейнольдс
- Біґ Біл Брунзі
- Річард «Реббіт» Браун
- Віллі Браун
- Бамбл Бі Слім
- Ґас Кеннон
- Гіссі Вайлі [1]
- Бо Картер (1893—1964)
- Сем Коллінз (1887?-1949?)
- Кінг Соломон Хілл (1897-1949?)
- Флойд Каунсіл
- Іда Кокс (1896—1967)
- Ґері Девіс (1896—1972)
- Клейтон Тальяферро Драйвер (1885—1952)
- Сліпі Джон Естес (1904—1977)
- Блайнд Бой Фуллер (1908—1941)
- Джессі Фуллер (1896—1976)
- Біллі Гарланд (1918—1960)
- Джаз Гіллум (1904—1966)
- Ширлі Ґріффіт (1908—1974)
- Арвелла Ґрей (1906—1980)
- Смоукі Хоґґ (1914—1960)
- Лайтнін Гопкінс (1912—1982)
- Сон Хаус (1902—1988)
- Пеґ Леґ Хоуелл (1888—1966)
- Альберта Хантер (1895—1984)
- Міссісіпі Джон Герт (1892—1966)
- Джим Джексон (1884—1937)
- Джон Джексон
- Скіп Джеймс (1902—1969)
- Блайнд Лемон Джефферсон (1893—1929)
- Блайнд Віллі Джонсон (1897—1945)
- Лонні Джонсон (1894—1970)
- Роберт Джонсон (1911—1938)
- Томмі Джонсон (1896—1956)
- Хадді Вільям «Свинцеве черево» Ледбеттер (1889—1949)
- Феррі Льюіс (1899—1981)
- Чарлі Лінкольн (1900—1963)
- Менс Ліпскум (1895—1976)
- Кріппл Кларенс Лофтон (1887—1957)
- Роберт Локвуд-молодший (1915—2006)
- Міссісіпі Фред Макдауел (1904—1972)
- Брауні Макґі (1915—1996)
- Блайнд Віллі Мактелл (1901—1959)
- The Memphis Jug Band
- Біґ Масео Меррівезер (1905—1953)
- Юджин «Бадді» Мосс (1914—1984)
- Мемфіс Мінні (1897—1973)
- Чарлі Паттон (1891—1934)
- Піано Ред (1911—1985)
- Ма Рейні (1886—1939)
- Тампа Ред (1904—1981)
- Бессі Сміт (1894—1937)
- Вікторія Спайві (1908—1976)
- Френк Стоукс (1888—1955)
- Сонні Террі (1911—1986)
- Генрі Тайнсенд (1909—2006)
- Сіппі Воллес (1898—1986)
- Вошборд Сем (1910—1966)
- Керлі Вівер (1906—1962)
- Піті Вітстро (1902—1941)
- Букка Вайт (1909—1977)
- Джош Вайт (1914 or 1915—1969)
- Сонні Бой Вільямсон I (1914—1948)
- Томмі Маккленнан  (1905/8-бл.1961)
- Віллі "Пур Бой" Лофтон (1897/1905-після1950, ймовірно 62). Віллі "Пур Бой" Лофтон

## Ранній міський блюз
- Ґледіс Бентлі (1907-1960)
- Люсіль Боґан (1897-1948)
- Джорджія Том Дорсі (1899-1993)
- Ліл Ґрін (1919-1954)
- Люсіль Хегамін (1894-1970)
- Альберта Хантер (1895-1984)
- Папа Чарлі Джексон (1890-1938)
- Ма Рейні (1886-1939)
- Клара Сміт (1894-1935)
- Мамі Сміт (1883-1946)
- Бессі Сміт (1894-1937)
- Сіппі Воллес (1898-1986)
- Етель Вотерс (1896-1977)
- Реверенд Ґері Девіс (1896-1972)

## Довоєнний джазовий блюз
- Альберт Еммонс (1907-1949)
- Луї Армстронг (1901-1971)
- Сідні Беше (1897-1959)
- Лерой Карр (1905-1935)
- Волтер Девіс (1912-1963)
- Джонні Доддз (1892-1940)
- Чемпіон Джек Дюпрі (1909-1992)
- Айвері Джо Хантер (1914-1974)
- Сент-Луїс Джиммі Оден (1903-1977)
- Мід Лакс Льюіс (1905-1964)
- Літтл Бразер Монтгомері (1906-1985)
- Біг Масео Меррівезер (1905-1953)
- Канзас Джо Маккой (1905-1950)
- Папа Чарлі Маккой (1909-1950)
- Джей Макшенн (1916-2006)
- Рой Мілтон (1907-1983)
- Джелі Ролл Мортон (1890-1941)
- Джиммі Рашинг (1902-1972)
- Рузвельт Сайкс (1906-1983)
- Біг Джо Тернер (1911-1985)
- Сем Тейлор (1916)
- Ті-Боун Вокер (1910-1975)

## Післявоєнний блюз
- Моуз Еллісон (1927)
- Чарльз Браун (1922-1999)
- Рой Браун (1925-1981)
- Рей Чарльз (1930-2004)
- Пі-Ві Крейтон (1914-1985)
- Флойд Діксон (1929-2006)
- Чемпіон Джек Дюпрі (1909-1992)
- Вайноні Харріс (1915-1969)
- Луї Джордан (1908-1975)
- Літтл Віллі Літтлфілд (1931)
- Персі Мейфілд (1920-1984)
- Піано Ред (1911-1985)
- Мемфіс Слім (1915-1988)
- Еймос Мілберн (1927-1980)
- Пайнтоп Перкінс (1913)
- Джиммі Візерспун (1923-1997)

## Канзас-Сіті блюз

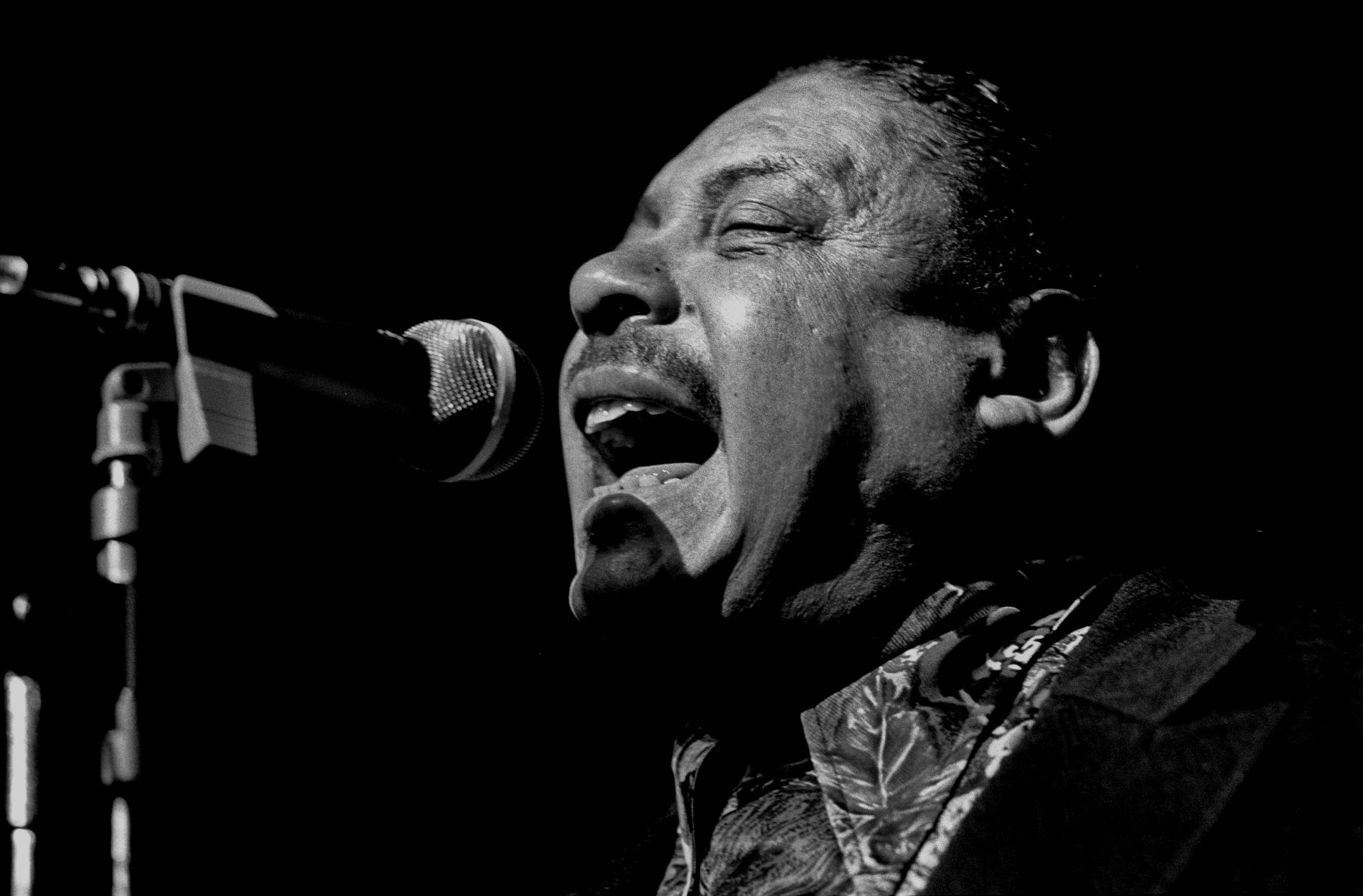
Біг Джо Тернер

- Волтер Браун (1917-1956)
- Джей Макшенн  (1916-2006)
- Арнольд Мур  (1914-2005)
- Джиммі Рашинг  (1902-1972)
- Біг Джо Тернер (1911-1985)

## Чикаго/Детройт блюз
- Лютер Еллісон (1939-1997)
- Пол Баттерфілд (1942-1987)
- Джон Генрі Барбі (1905-1964)
- Кері Белл (1936-2007)
- Едді Бойд (1914–1994)
- Джеймс Коттон (1935)
- Бо Діддлі (1928–2008)
- Віллі Діксон (1915-1992)
- Девід Ханібой Едвардс (1915)

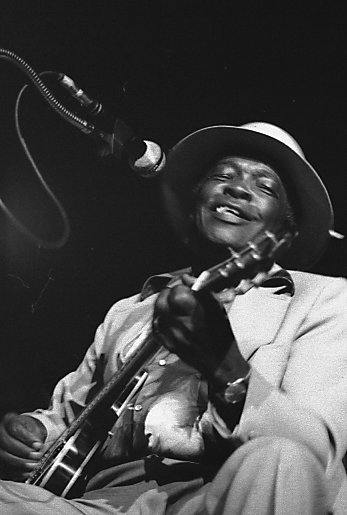
Джон Лі Гукер

- «Бебі Фейс» Лерой Фостер (1923-1958)
- Бадді Гай (1936)
- Ерл Гукер (1929-1970)
- Дж.Б. Хатто  (1926-1983)
- Біг Волтер Гортон (1918-1981)
- Флойд Джонс (1917-1989)
- Муді Джонс (1908-1988)
- Елмор Джеймс (1918-1963)
- Альберт Кінг (1924-1992)
- Фредді Кінг (1934-1976)
- Джон Лі Хукер (1917-2001)
- Чарлі Масселвайт (1944)
- Роберт Найтгок (1909–1967)
- Пайнтоп Перкінс (1913)
- Снукі Прайор (1921-2006)
- Джиммі Рід (1925-1976)
- Джиммі Роджерс (1924-1997)
- Отіс Раш (1934)
- Меджик Сем (1937-1970)
- Джонні Шайнс (1915-1992)
- Меджик Слім (1937)
- Отіс Спенн (1930-1970)
- Хаунд-Дог Тейлор (1915-1975)
- Едді Тейлор (1923-1985)
- Літтл Волтер (1930-1968)
- Мадді Вотерс (1915-1983)
- Карл Везерзбі (1953)
- Джуніор Веллс (1934-1998)
- Гаулін Вулф (1910-1976)
- Сонні Бой Вільямсон II (Райс Міллер) (1912-1965)
- Джонні Янг (1918-1974)

## Модерн-блюз (після 1950-х)
- Ґей Адеґбалола (1944)
- Джеймс Ентоні (1955)
- Бек Еллі Джон (1955-2006)
- Етта Бейкер (1913-2006)
- Марсія Болл (1949)
- Елвін Бішоп (1942)
- Боббі «Блу» Бленд (1930)
- Рорі Блок (1949)
- Майкл Блумфілд (1943-1981)
- Blues Brothers
- Ділейні Брамлетт (1939-2009)
- Лонні Брукс (1933)

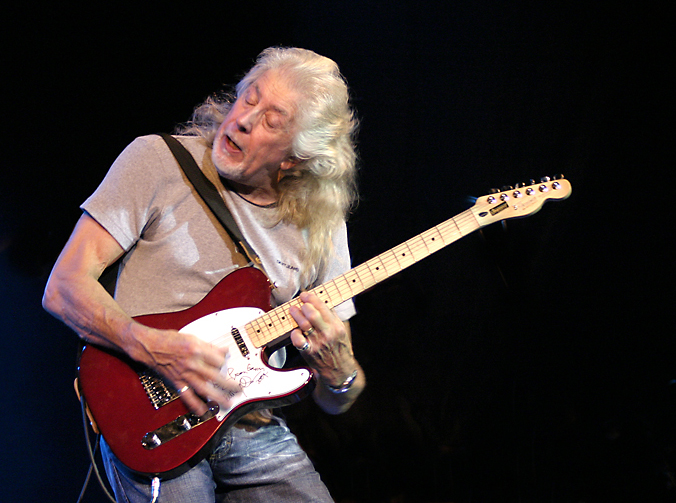
Джон Мейолл

- Кларенс «Ґейтмаус» Браун (1924-2005)
- Боб Брозмен (1954)
- Roy Buchanan (1939-1988)
- Ерік Бердон (1941)
- Ерік Клептон (1945)
- Альберт Коллінз (1932-1993)
- Джонні Коупленд (1937-1997)
- Ел Коплі (1952)
- Роберт Крей (1953)
- Віллі Діксон (1915-1992)
- Снукс Іґлін (1936-2009)
- Джон Фейхі (1939-2001)
- The Fabulous Thunderbirds
- Роббен Форд (1951)
- Рорі Ґаллахер (1948-1995)
- Пітер Ґрін (1946)
- Джон Хеммонд (1942)
- Елвін Янґблад Гарт (1963)
- Ерні Гокінс (1947)
- Тед Гокінс (1936-1995)
- Джимі Гендрікс(1942-1970)
- Зі Зі Гілл (1935-1984)
- Джон Лі Гукер (1917-2001)
- Лайтнін Гопкінс (1912-1982)
- Hot Tuna
- Колін Джеймс (1964)
- Етта Джеймс (1938)
- Джиммі Джонсон (1928)
- Джо Енн Келлі (1944)
- Бі Бі Кінг (1925)
- Фредді Кінг (1934-1976)
- Тадж Махал (1942)
- Джон Мейолл (1933)
- Кеб' Мо' (1951)
- Сем Маєрс (1936)
- Одетта (1930-2008)
- Род Піацца (1947)
- Лонні Пітчфорд (1955-1998)
- Луїзіана Ред (1932)
- Фентон Робінсон (1935-1997)
- Roomful of Blues
- Боббі Раш (1940)
- Saffire - The Uppity Blues Women
- Сісік Стів (1940)
- Меджик Слім (1937)
- Сон Сілз (1942-2004)
- Арбі Стідгем (1917-1988)
- Коко Тейлор (1935)
- Теббі Томас (1929)
- Руфус Томас (1917-2001)
- Алі Фарка Туре (1939-2006)
- Робін Трауер (1945)
- Джиммі Воан (1951)
- Стіві Рей Воан (1954-1990)
- Казумі Ватанабе (1953)
- Джонні Вінтер (1944)

## Блюз з 1990
- Ґвін Аштон
- Теб Бенуа (1967)
- Діна Боґарт (1960)
- Джо Бонамасса (1977)
- Кенні Браун
- Р. Л. Бернсайд (1926-2005)
- Томмі Кастро (1959)
- Клаудіа Караван (1959)
- Джоанна Коннор (1962)
- Шимейкія Коупленд (1979)
- Муралі Корьєлл (1969)
- Шон Костелло (1979-2008)
- Ґай Девіс (1952)
- Кріс Дуарте (1964)
- Ронні Ерл (1953)
- Тінслі Елліс (1957)
- Сью Фолі (1968)
- Енсон Фанденберг (1954)
- Ентоні Ґомес (1975)
- Елвін Янґблад Харт (1965)
- Джефф Хілі (1966-2008)
- Рон Холловей (1953)
- Колін Джеймс
- Джин Келтон
- Джуніор Кімбраф (1930-1998)
- Кріс Томас Кінг (1964)
- Джонні Ланг (1981)
- Гаррі Манкс
- Кеб' Мо' (1951)
- Коко Монтоя
- Кенні Ніл (1957)
- North Mississippi All Stars
- Блайнд Міссісіпі Морріс (1955)
- Чарлі Парр
- Ейсі Пейтон (1937-1997)
- Келлі Джо Фелпс (1959)
- Ана Поповіч (1976)
- Роксанна Потвін (1982)
- Тодд Шарпвіль (1970)
- Кенні Вейн Шеперд (1976)
- Боббі Соуелл (1947)
- Отіс Тейлор (1948)
- Сьюзен Тедеші (1970)
- Джиммі Текері (1953)
- Ті-Модел Форд (1924)
- Джо Луїс Вокер (1949)
- Вільям Елліотт Вітмор (1978)
- Боб Кобб (1965)

### Блюз в традиційній поп-музиці
- Гарольд Арлен, "Blues in the Night" та "Brother, Can You Spare a Dime?"
- Дюк Еллінгтон та Біллі Стрейгорн, "I've Got It Bad and That Ain't Good"
- Джордж Ґершвін (1898-1937), "Поргі і Бесс"
- John Mayer Trio, "Try!" 2005

### Блюз в кантрі-музиці
- Джонні Кеш (1932-2003)
- Мерл Хаґґард (1937)
- Джеррі Лі Льюїс  (1937)
- Джиммі Роджерс (1897-1933)
- Хенк Вільямс (1923-1953)

Див. також: Рокабілі

### Вплив блюзу на класичну музику
- Джордж Ґершвін (1898-1937), "Рапсодія у стилі блюз" та "Концерт для фортепіано з оркестром F-dur"
- Хонеґґер, "Pacific 231".
- Вільям Ґрант Стілл, "Афроамериканська симфонія"

### Блюз в сучасній рок та поп-музиці
- The Black Keys
- Black Rebel Motorcycle Club
- Blues Explosion
- Нік Кейв (1957)
- G. Love & Special Sauce
- Бен Харпер (1969)
- Кріс Томас Кінг (1962)
- Ленні Кравіц (1964)
- Los Lonely Boys
- Hans Olson
- Бонні Рейтт
- Robert Bradley's Blackwater Surprise
- Том Вейтс
- The White Stripes

### Блюз в Європі
- Алексіс Корнер
- Ана Поповіч
- Barrelhouse
- Cuby and the Blizzards
- Сіріль Девіс
- Крістіан Доззлер
- Елмор Ді
- Ерік Клептон
- Тодд Шарпвіль
- Ганс Тессінк
- Херман Бруд
- John Mayall & the Bluesbreakers
- Джон Керкбрайд
- Пітер Ґрін
- Рорі Ґаллахер
- Стів Бейкер
- Явуз Четін
- Елвін Лі
- Livin' Blues

### Блюз в Латинській Америці
- Нуно Мінделіс
- Паппо
- Карлос Сантана

### Блюз в Росії
- Blackmailers

### Блюз в Україні
- Юрій «Джордж» Виноградов -  [Архівовано 10 лютого 2009 у Wayback Machine.]
- Сан Саныч Волгин
- Костянтин Колесниченко[2]